# Волосовская волость
Волосовская во́лость — волость в составе Каргопольского уезда Олонецкой губернии.

## Общие сведения
Волостное правление располагалось в селении Афонасовская (Занаволочье).
В состав волости входили сельские общества, включающие 39 деревень:
- Афоновское общество
- Бережское общество

На 1890 год численность населения волости составляла 2869 человек.
На 1905 год численность населения волости составляла 3269 человек. В волости насчитывалось 630 лошадей, 1282 коровы и 1340 голов прочего скота.
В ходе реформы административно-территориального деления СССР в 1927 году волость была упразднена.
В настоящее время территория Волосовской волости относится в основном к Каргопольскому району Архангельской области.